# روبرت تورنر (لاعب كريكت)
روبرت تورنر (25 نوفمبر 1967 في المملكة المتحدة - ) (بالإنجليزية: Robert Turner)‏ هو لاعب كريكت بريطاني. لعب مع Cambridgeshire County Cricket Club ‏ ونادي مقاطعة سومرست للكريكت ‏ ونادي جامعة كامبريدج للكريكيت ‏.

## وصلات خارجية
- روبرت تورنر على موقع إي آس بي آن كريك إنفو (الإنجليزية)